# Gare de Norderstedt Mitte
 (juin 2023).
Si vous disposez d'ouvrages ou d'articles de référence ou si vous connaissez des sites web de qualité traitant du thème abordé ici, merci de compléter l'article en donnant les références utiles à sa vérifiabilité et en les liant à la section « Notes et références ».
La gare de Norderstedt Mitte (en allemand : Bahnhof Norderstedt Mitte) est à la fois une station de la ligne U1 du métro de Hambourg et une gare de la ligne A2.

## Situation sur le réseau

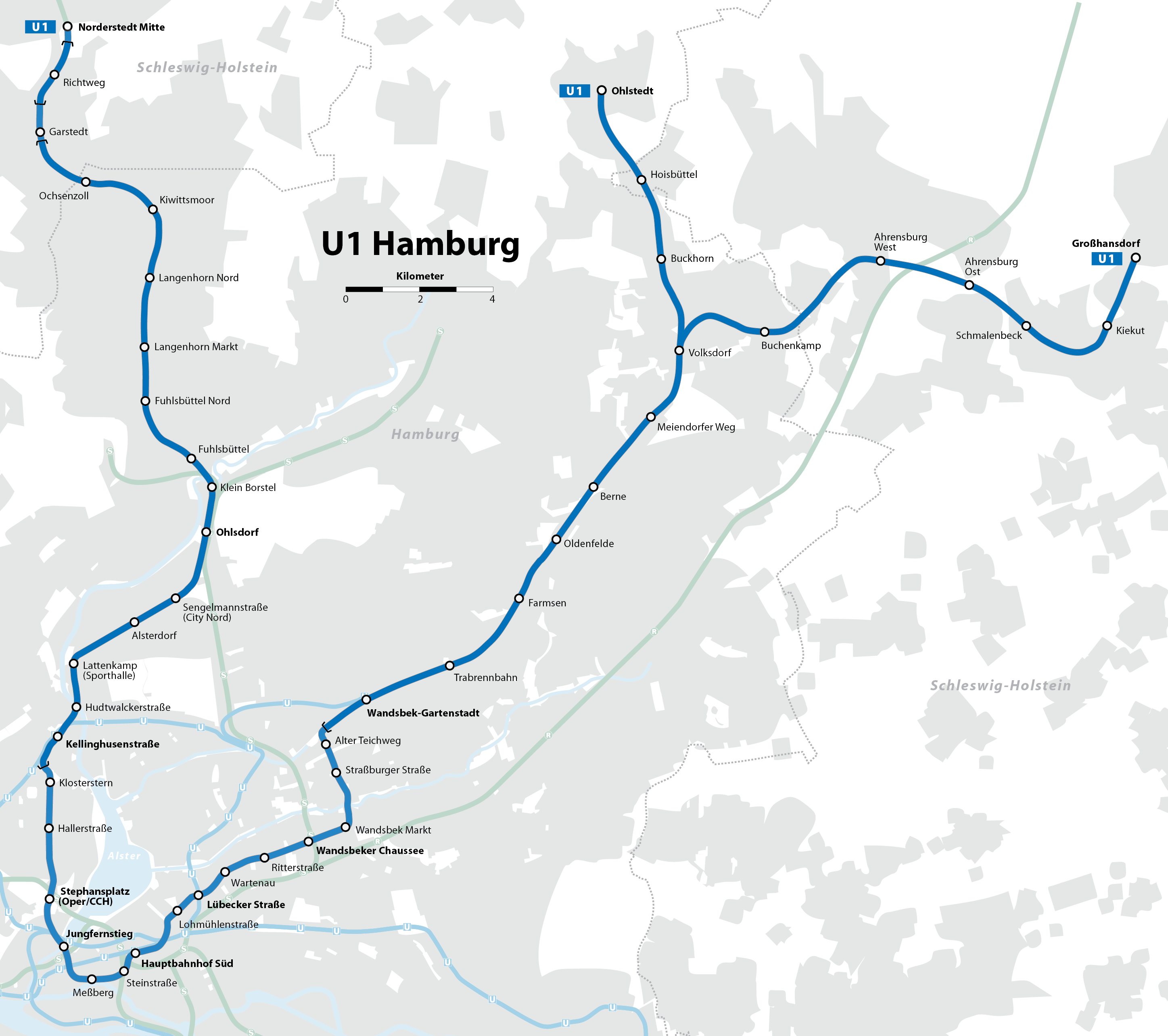
Plan de la Ligne U1 du métro de Hambourg.

Elle est le terminus de la ligne U1 du métro de Hambourg et de la ligne régionale A2, les voies des deux systèmes ne sont pas connectées.

## Histoire
De 1953 à 1979, le prédécesseur de la gare actuelle était la gare de Harkseichen-Falkenberg de l'Alsternordbahn (aujourd'hui A2). C'était un peu plus au sud, dans la zone du passage à niveau de la Heidbergstrasse. À cette époque, la zone autour de la gare était peu peuplée et principalement agricole. Après la fondation de la ville de Norderstedt en 1970, cependant, le nouveau quartier Norderstedt Mitte est construit ici. En mai 1979, la gare de Harkseichen-Falkenberg est rebaptisée Norderstedt Mitte.
De 1991 à 1996, la ville de Norderstedt prolonge le métro de Garstedt pour améliorer les liaisons de transport vers Norderstedt. La voie de l'Alsternordbahn est déplacée sur un nouveau tracé un peu plus à l'ouest de l'ancien, afin que l'ancien tracé du métro puisse être abaissé et entièrement reconstruit avec deux voies. La plate-forme A2 de l'ancienne gare de Norderstedt Mitte est déplacée vers le nord par étapes, plus récemment c'était au nord de Rathausallee. Après la mise en service de la nouvelle ligne de métro en septembre 1996, l'A2 est raccourcie jusqu'à ce point. Peu de temps après, l'accès de l'A2 à la voie médiane de la nouvelle gare est mis en service, de sorte que les passagers de l'A2 peuvent désormais changer sur le même quai pour le métro disponible en direction de Hambourg.
Du 23 octobre au 9 décembre 2005, les arrêts U1 et A2 sont rendus sans obstacle aux personnes handicapées.

## Services aux voyageurs

### Accès et accueil
La gare se compose de la zone des quais avec trois voies au niveau -1 et trois accès au niveau de la rue. Le bâtiment d'accueil principal avec une installation de transfert en bus et une station de taxis est au sud du croisement Rathausallee, au nord se trouve un bâtiment d'accueil plus petit, également en clinker. De plus, l'accès est facilité depuis le parc relais et depuis le bâtiment de la mairie à l'extrémité nord de la plate-forme.
La voie la plus courte de l'Alstern Nordbahn (ligne A2) se termine par le nord au milieu de la plate-forme à un arrêt tampon. Les deux voies inférieures du métro se situent à l'extérieur du quai. La partie nord à trois voies de la gare se trouve dans la coupe à ciel ouvert, la partie sud à deux voies dans le tunnel sous la Rathausallee et la gare routière. Au sud de celui-ci, il y a un changement de voie double et une voie d'évitement de métro plus petite. L'Alstern Nordbahn n'a pas de parking à Norderstedt Mitte.
La gare est accessible aux handicapés, dispose d'escaliers fixes, d'escalators (vers le haut) et d'ascenseurs. Dans le grand bâtiment d'entrée sud se trouvent une zone d'attente protégée des intempéries par des portes automatiques, une salle de vente de journaux, ainsi que plus au sud des toilettes et des locaux sociaux pour les chauffeurs de bus. Une salle existante pour la vente de billets et les services de transport fut désaffectée dans les années 2000. Les billets sont vendus dans des distributeurs automatiques.